# Al-jumhuriyatu l-muttahida
"Al-jumhuriyatu l-muttahida" ("República Unida") é o hino nacional do Iémen. Escrito por Abdallah "al-Fadhool" Abdulwahab Noman e composto por Ayob Tarish, foi o hino da República Popular Democrática do Iémen (Iémen do Sul) e tornou-se o hino de todo o Iémen, com a unificação dos dois em 1990.